# Абхазская государственная телерадиокомпания
Абхазская государственная телерадиокомпания (АГТРК; абх. Аԥснытәи аҳәынҭқарратә телерадиоеилахәыра) — государственная телерадиокомпания Республики Абхазии. Долгое время была монополистом и, несмотря на появление других телекомпаний, до сих пор является единственным общенациональным телевидением, доступным практически на всей территории страны. По этой причине зона вещания действовавшего с 1996 года и позже закрытого телеканала Сухумской городской администрации «Сухум ТВ» и двух частных каналов — «Абаза ТВ» и «Канал-8», созданного в 2008 году, — включает только город Сухум и его окрестности. В последние годы[когда?] АГТРК вещает ежедневно с 8:00 до полуночи. В остальное время ретранслируется российский телеканал «Россия К».
В 2003 году Абхазская государственная телерадиокомпания была награждена орденом «Честь и Слава» второй степени за крупный вклад в становление государственности Республики Абхазии и защиту национальных интересов народа Абхазии.

## История
14 октября 2011 года указом Президента Абхазии Гурам Амкуаб освобождён от исполнения обязанностей председателя Абхазской Гостелерадиокомпании, а временное исполнение обязанностей председателя АГТРК возложено на его заместителя — Мирона Кварацхелия.
24 ноября 2011 года председателем Абхазской государственной телерадиокомпании назначен член Союза журналистов Алхас Чолокуа.

## Руководство АГТРК
- Генеральный директор — Алхас Дмитриевич Чолокуа
- Заместитель гендиректора — Мирон Рауфович Кварацхелия
- Главный редактор информационных программ ТВ — Даур Гантович Инапшба
- Главный редактор тематических программ ТВ — Отар Ночиевич Лакрба
- Главный режиссёр ТВ — Даур Иванович Логуа
- Главный редактор Абхазского радио — Сусана Сергеевна Садзба
- Главный редактор сайта АГТРК — Роберт Русланович Джопуа

## Активы
- Столичный Телеканал «Сухум-ТВ»
- «8-канал»
- «Абаза ТВ»